# Magar
I Magar, chiamati anche Manggar e Mongar, sono uno dei gruppi etno-linguistici del Nepal che rappresentano il 7.1% della popolazione totale del Paese secondo il censimento del 2011. La loro patria ancestrale si estende dai confini occidentali e meridionali della catena dei Dhaulagiri dell'Himalaya fino alle colline pedemontane del Mahabharat a sud e al bacino del fiume Gaṇḍakī a est.
I Magar governavano i loro regni nell'antico Nepal con il regno baise (22) e il regno chaubise (24) chiamato il Bara Magaranth (12 regni Magar) situato ad est del fiume Gaṇḍakī e l'Athara Magaranth (18 regni Magar) situato ad ovest del fiume Gaṇḍakī abitato dai Kham Magars.

## Origine
Le origini dei Magar sono descritte da interessanti storie mitiche che presentano tre diverse versioni relative a tre diversi gruppi linguistici.
Si narra che i Magar della Bahra Magaranth a est del fiume Gaṇḍakī abbiano avuto origine nella terra di Seem. Due fratelli, Seem Magar e Chintoo Magar, combatterono e uno rimase a Seem, mentre l'altro se ne andò, finendo in Kangwachen nel Sikkim meridionale. Il popolo Bhutia viveva all'estremità settentrionale di questa regione. Nel corso del tempo, i Magar divennero molto potenti e fecero della popolazione Bhutia settentrionale i loro vassalli. Sintoo Sati Sheng governò in modo molto dispotico e i Bhutia cospirarono per assassinarlo. La regina di Sheng si vendicò e avvelenò 1 000 persone Bhutia in un luogo ora chiamato Tong Song Fong, che significa "dove migliaia di persone furono assassinate". In seguito, i Bhutia cacciarono i Magar, costringendoli a migrare ancora più a sud. Nell'ambito di questa migrazione, un gruppo migrò a Simrongadh, un gruppo si spostò verso la regione di Okhaldhunga e un altro gruppo sembra sia tornato ad est. Non sono indicate date.
Una seconda federazione Magar chiamata Athara Magarat era situata ad ovest del fiume Gaṇḍakī, abitata da Magar occidentali.

## Storia

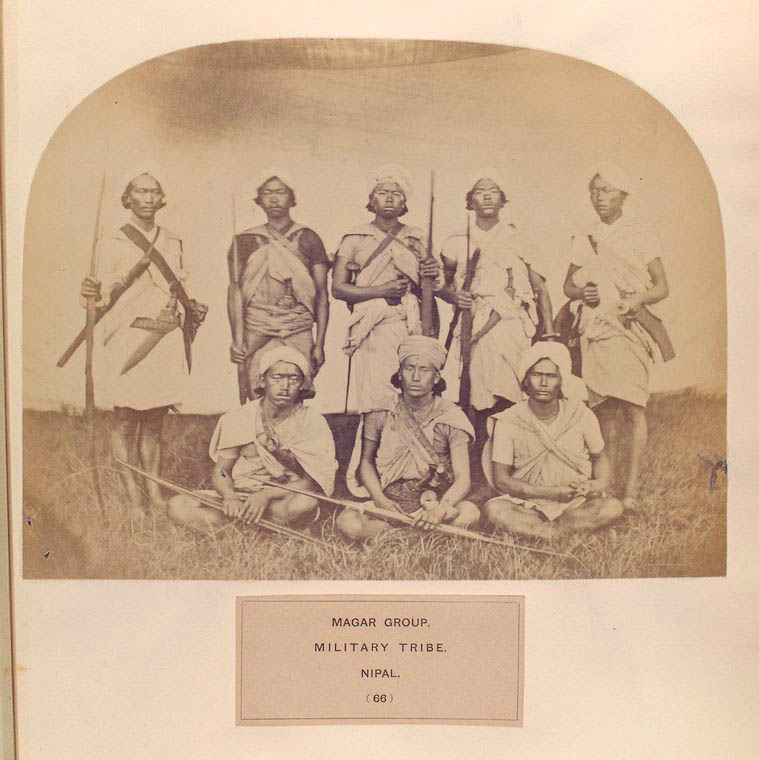
Gruppo di Magar, tribù militare, Nepal

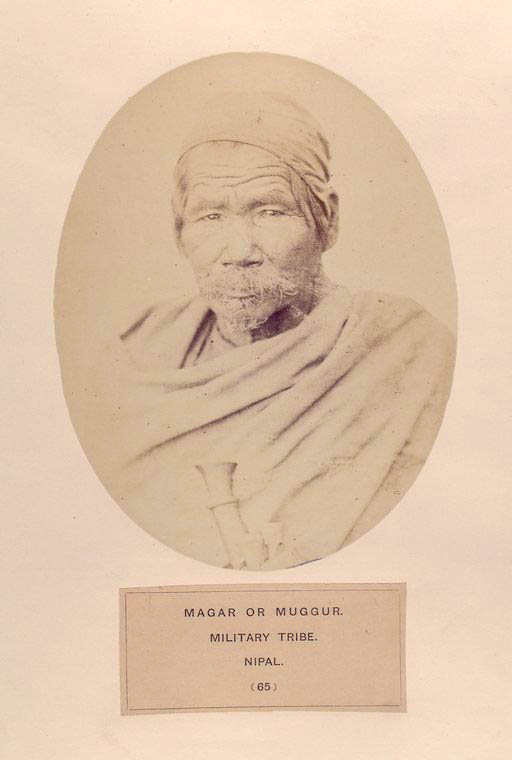
Uomo Magar, tribù militare, Nepal

La prima storia scritta sul popolo Magar risale al 1100 d.C. Ma è ampiamente riconosciuto che essi hanno risieduto intorno a Palpa da tempo immemorabile. I Magar sono una delle tribù più antiche conosciute in Nepal; tuttavia la loro origine non è chiara. Questa parte del paese era precedentemente divisa in dodici distretti, ognuno sotto il proprio sovrano, noto come Barah, o dodici Magarant o dodici Thams, i cui membri apparentemente erano di estrazione comune nella linea maschile. Alcuni documenti mostrano queste dodici aree come Arghakhanchi, Gulmi, Isma, Musikot, Khanchi, Ghiring, Rising, Bhirkot, Payung, Garhung, Dhor e Satung. Tuttavia, è probabile che alcuni di questi ultimi luoghi avrebbero dovuto essere esclusi a favore di Palpa, Galkot, Dhurkot, Char Hajar, Parbat, anche Pyuthan e Salyan.
Anche i Magar della regione centrale e occidentale hanno avuto un ruolo nella storia formativa del Nepal. Il loro regno era uno dei più forti del Nepal occidentale nel distretto di Palpa e nei dintorni durante il periodo dei principati rajya 22 e 24 (XVII e inizio del XVIII secolo). Il re del XVIII secolo, Prithvi Narayan Shah, il fondatore del moderno regno del Nepal, fu annunciato e amava definirsi il re di Magarat.
Molti eminenti storici del Nepal hanno sostenuto che Aramudi, un sovrano dell'ottavo secolo della regione di Kali Gandaki, era un re dei Magar. Il nome "Aramudi" deriva dalla parola "fiume" in lingua magar. "Ari"-"Fonte d'acqua" + "Modi"-"Fiume" ="Arimodi" o "Aramudi", quindi il significato letterale di Aramudi è fonte di fiume. Ma a causa della mancanza di prove storiche ci sono alcune idee contrastanti tra gli storici.

## Distribuzione geografica
Al momento del censimento Nepal 2011, 1 887 733 persone (7.1% della popolazione del Nepal) sono state identificate come Magar. La frequenza dei Magar è stata superiore alla media nazionale nei seguenti distretti: Palpa (52.3%), Rolpa (43.2%), Myagdi (39.5%), Pyuthan (32.6%), Baglung (28.0%), Tanahu (26.9%), Rukum (23.8%), Syangja (21.5%), Gulmi (20.7%), Surkhet (18.9%), Arghakhanchi (18.0%), Nawalparasi (17.5%), Salyan (15.1%), Sindhuli (14.9%), Udayapur (13.9%), Dang (13.6%), Ḍolpā (12.5%), Gorkha (11.6%), Okhaldhunga (11.2%), Ramechhap (11.1%), Parbat (11.0%), Rupandehi (10.7%), Dhankuta (9.7%), Dailekh (9.2%), Jajarkot (9.0%), Kaski (8.6%), Dhading (8.5%) e Mustang (8.3%).

## Suddivisioni
I Magar sono strutturati con sette (clan), seguiti da sotto-sette (sottoclan).
In generale, i Magar sono divisi in due gruppi principali: Baraha Magaratis e Athara Magaratis. Prima dell'unificazione del Nepal nel XVIII secolo da parte del re Prithvi Narayan Shah, la terra di Magarat era divisa in due stati Magarat. Ad ovest di Kali Gandaki era chiamato Magarat diciotto e ad est di Kali Gandaki era chiamato Magarat dodici. Sono principalmente Ale, Rana, Thapa, Budha, Pun, Roka (Raika) e clan Gharti. All'interno di questi sette clan, si possono trovare più di 1 100 sottoclan. Questi clan magar si sposano tra loro e sono uguali nella posizione sociale.
Linguisticamente, i Magar sono divisi in tre gruppi. Baraha Magaratis parla il dialetto di Dhut, mentre Athara Magaratis parla i dialetti Kham e Kaike.
Il dialetto Dhut è parlato da: Rana, Ale, Thapa, Gaha.
Il dialetto Kham è palato da: Budha/Budhathoki, Pun, Roka, Gharti, Thajali, Garbuja, Sherpunja, Pahare, Paija.
Il dialetto Kaike è parlato da: Tarali magar di Dolpa/Budha, Gharti, Roka, Kayat, Jhankri tutti i clan Magar che risiedono nei distretti di Dolpa e Karnali.

## Lingua e scrittura
Delle 1 887 733 persone Magar in Nepal, 788 530 parlano una lingua magar come lingua madre. La maggior parte degli altri parla il nepalese come lingua madre. Gli abitanti occidentali del Nepal non parlavano la lingua in passato, ma di recente, quasi tutti hanno iniziato ad imparare la lingua nepalese. I Magar occidentali della zona di Rapti Zone parlano la lingua kham. Nel distretto di Dolpa, i Magar parlano la lingua Kaike. Le lingue magar sono radicate nel ramo bodico della famiglia tibetana. I Magar parlanti il Dhut kura sono tutti i clan magar che risiedono in Magarat dodici. Allo stesso modo, i parlanti della lingua kham sono tutti i clan magar di Magarat diciotto. I parlanti di lingua magar Kaike sono tutti i clan magar nella zona di Karnali. Il censimento del 1971 ha stimato la popolazione totale di coloro che parlavano la lingua magar a 288 383, ovvero il 2.49% della popolazione totale del Nepal, di cui più della metà viveva nelle colline occidentali del Nepal.
La scrittura Akkha è stata usata nel Sikkim come scrittura in lingua magar. Molti studiosi, tra cui MS Thapa, sono stati in prima linea per implementare la scrittura Akkha per scrivere in lingua magar in Nepal. Le nuove generazioni l'hanno imparata. Si dice che la scrittura Akkha sia strettamente associata alla scrittura Brahmi. Alcuni ricercatori avevano trovato la scrittura Brahmi usata durante il tempo di Balihang, il re magar di Palpa (Baldengadi) nel XII secolo.

## Parole magar in uso
Molte parole magar sono usate ancora oggi, specialmente come nomi di località. I toponimi magar in nepalese includono: tilaurakot (luogo che vende semi di sesamo), kanchanjunga (picco chiaro), e tansen (legno diritto). Alcuni studiosi ritengono che la quantità di parole magar in nepalese indica che i Magarat (terre magare storiche) erano più grandi di quanto generalmente creduto, estendendosi dal Dhading Besi al Doti. Essi notano che il suffisso del luogo -Kot indica un luogo da cui i re magar regnavano in precedenza. Kali Gadaki (Gandi), Rapti, Bheri, Bheri, Marsyangdi, Modi, tutti i nomi dei fiumi con il suffisso di o ti prendono il nome dalla lingua magar. Allo stesso modo, luoghi come Thabang, Libang, Bobang, Bobang, Baglung (Banglung), ecc. prendono il nome dalla lingua magar.

## Religione
I Magar seguono il buddismo e l'induismo più estremo. Le religioni o credenze originali del popolo Magar sono lo sciamanesimo, l'animismo, il culto degli antenati e l'induismo, i Magar del Nepal settentrionale seguono una sorta di sciamenesimo, il Bön.
I Magar sono i principali sacerdoti del famoso tempio Manakamana nel distretto di Gorkha, del tempio Budha Subba a Dharan e del tempio Alamdevi (l'ex dea madre di Shah Kings o divinità familiare del Nepal) nel distretto di Syangja. I magar Thapa e Rana sono rispettivamente i sacerdoti ereditari dei templi di Manakamana e Alamdevi.
L’animismo e lo sciamanesimo fanno parte del sistema di credenze locali; il loro dhami (il guaritore di fede o una specie di sciamano) è chiamato Dangar e il loro jhankri (un altro tipo di guaritore di fede o sciamano) viene chiamato il tradizionale leader spirituale e sociale dei Magar. I Magar hanno un'istituzione culturale informale, chiamata Bhujel, che svolge attività religiose, organizza feste sociali e agricole, realizza riforme delle tradizioni e dei costumi, rafforza il sistema sociale e produttivo, gestisce le risorse, risolve casi e controversie e sistematizza attività ricreative e di solidarietà sociale.

## Vestiti e ornamenti

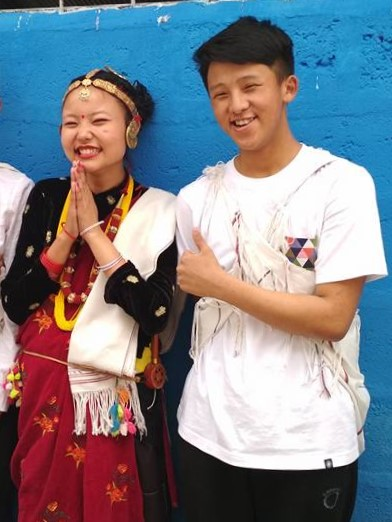
Cultura magar

I Magar delle basse colline indossano l'ordinario kachhad o wrap-on-loincloth, una bhoto o una camicia di gilet e il solito topi nepalese. Le donne indossano la pariya o lunghi, il chaubandhi cholo o una blusa chiusa e la pesante patuka o cintura e sulla testa portano il mujetro o indumento a scialle. Gli uomini che vivono nella zona di Tarakot indossano persino il chuba tibetano. Gli ornamenti sono il madwari sulle orecchie, il bulaki sul naso e il phuli sulla narice sinistra, la collana di monete d'argento haari e il pote (perline gialle e verdi) con il cilindro d'oro tilhari, jantar, dhungri, naugedi, phul e kuntha. I maschi Magar non indossano molti ornamenti, ma alcuni hanno orecchini d'argento, pendenti dai lobi delle orecchie, chiamati gokkul. Le ragazze Magar portano l'amuleto o medaglione appeso a una collana, le donne delle colline più basse e quelle d'alta quota le indossano in argento con pietre muga incastonate in esse e kantha. Sulle loro mani vengono indossati braccialetti d'argento e di vetro insieme ai sirbandhi, sirphuli e chandra sulla testa. Questi sono grandi pezzi d'oro battuto in forme allungate e circolari.

## Occupazioni
L'agricoltura e l'esercito sono le principali fonti di reddito. I Magar costituiscono il maggior numero di soldati Gurkha al di fuori del Nepal. Sarbajit Rana Magar è diventato il capo del governo durante la reggenza della regina Rajendra Laxmi. Biraj Thapa Magar, vincitore del limbuwan, il generale Abhiman Singh Rana Magar e Sarbajit Rana Magar hanno guidato l'esercito nepalese. Biraj Thapa Magar è stato il primo capo dell'esercito nepalese. I Magar sono famosi come valorosi guerrieri ovunque abbiano servito in passato. I Magar sono ben rappresentati nell'esercito nepalese, così come nelle forze di polizia di Singapore, nei reggimenti dei Gurkha britannici e indiani. Sono anche impiegati come professionisti nel campo della medicina, dell'istruzione, dei servizi governativi, del diritto, del giornalismo, dello sviluppo, dell'aviazione e negli affari in Nepal e in altri paesi.
L'osservazione di Dor Bahadur Bista sull'occupazione dei Magar durante gli anni '60 fu:
(Dor Bahadur Bista)
Toni Hagen, che ha svolto le sue ricerche sul campo in Nepal negli anni '50, ha osservato:
(Toni Hagen)

## Servizio militare
Un certo numero di Magar si sono distinti nel servizio militare sotto l'esercito nepalese, britannico e indiano. Durante la guerra anglo-nepalese (1814-1816) la famosa unità Magar/Paltan dell'esercito nepalese, il battaglione di Purano Gorakh, ha combattuto coraggiosamente la battaglia di Nalapani contro la compagnia britannica delle Indie orientali. Il generale di brigata Sher Jung Thapa ricevette la Maha Vir Chakra e il tenente colonnello Dhan Singh Thapa ottenne la Param Vir Chakra, il più alto riconoscimento di galanteria, mentre serviva l'esercito indiano. Allo stesso modo, Dipprasad Pun, un sergente nepalese del Royal Gurkha Rifles (esercito britannico), è stato il primo nepalese ad essere insignito della conspicuous gallantry cross in Afghanistan nel 2010. Nelle due guerre mondiali, un totale di cinque victoria cross (su 13 assegnate ai Gurkha) sono state assegnate ai Magar:
- Prima guerra mondiale:
  - Fuciliere Kulbir Thapa è stato il primo Gurkha a vincere la victoria cross in riconoscimento del suo valore e del suo coraggio. Era oridinario del distretto di Gulmi. Ha servito nei 2/3 del Reggimento Gurkha. Ha ricevuto la victoria cross in Francia nel 1915.
  - Fuciliere Karanbahadur Rana, era originario del distretto di Gulmi. Ha servito di 2/3 del Reggimento Gurkha. Ha ricevuto la victoria cross in Egitto nel 1918.
- Seconda guerra mondiale:
  - Subedar Lalbahadur Thapa, ordine della Stella del Nepal. Ha servito nel 2º Reggimento Gurkha. Ha ricevuto la victoria cross in Tunisia nel 1943.
  - Tenente onorario Tul Bahadur Pun.[21] Ha servito nel 6º Reggimento Gurkha. Ha ricevuto la victoria cross in Birmania nel 1944.
  - Subedar Netrabahadur Thapa. Ha servito nel 5º Reggimento Gurkha. Ha ricevuto la victoria cross in Birmania nel 1944.

## Magar degni di nota
- San Lakhan Thapa (XVII secolo), un socio spiritualmente famoso e consigliere del re Ram Shah e primo sacerdote del tempio Manakamana.
- Kaji Biraj Thapa Magar di Gorkha, il "Re Creatore". Dalla lista delle persone con il titolo Kaji.
- Kaji Biraj Thapa Magar, il primo capo dell'esercito Gorkhali, XVIII secolo.
- Kaji Sarbajit Rana Magar, capo dell'esercito nepalese e politico di spicco, XVIII secolo.
- Martire Lakhan Thapa Magar (XIX secolo), il primo martire del Nepal.
- Kaji Abhiman Singh Rana Magar, capo dell'esercito nepalese, XIX secolo. Fu la prima vittima del massacro di Kot.
- Maestro Mitrasen Thapa Magar, famoso cantante popolare nepalese, assistente sociale, residente a Bhagsu/Dharmasala, (India).
- Giri Prasad Burathoki, solo Bada Hakim di magar, ministro della difesa, maggiore generale onorario dell'esercito nepalese.
- Jagat Bahadur Singh Burathokey, padre della geografia del Nepal.
- Narayan Singh Pun, ex ministro in Nepal, pilota e tenente colonnello della Royal Nepal Army. Anche presidente fondatore del Nepal Samata Party.
- Balaram Gharti Magar, ha tenuto diversi ministeri per 11 volte, incluso il ministro della difesa del governo del Nepal.
- Harsha Bahadur Budha Magar, storico dei Magar.
- Gore Bahadur Khapangi, ex ministro e leader fondatore del Prajatantrik Janamukti Party.
- Rom Bahadur Thapa, primo ispettore generale della polizia nepalese di etnia Magar.
- Khadgajeet Baral, ex capo della polizia nepalese ed ex ambasciatore del Myanmar.
- Durlav Kumar Thapa, ex capo della polizia nepalese.
- Onsari Gharti Magar, la prima relatrice del parlamento del Nepal.
- Ram Bahadur Thapa, ministro dell'interno del Nepal, leader del Partito comunista nepalese.
- Barsaman Pun, primo ministro delle finanze del Nepal della comunità dei Magar. Viene dal distretto di Rolpa.
- Nanda Kishor Pun, primo vicepresidente della repubblica federale del Nepal.
- Tham Maya Thapa, ministro per le donne e l'infanzia.
- Kuber Singh Rana, ex capo della polizia nepalese di Palpa.
- Mahabir Pun, vincitore del Ramon Magsaysay Award per l'estensione delle tecnologie wireless nelle zone rurali del Nepal.
- Arun Thapa, popolare cantante nepalese.
- Teriya Phounja Magar, ballerina.
- Nirmal Purja, famoso alpinista ed ex soldato britannico Gurkha, detentore di numerosi primati del Guinness World Records in alpinismo.
- Bimal Gharti Magar, giocatore di calcio.

## Politica
Sotto la guida del ministro Giri Prasad Burathoki, nel 1957 si tenne una prima convention di Magar a Bharse, nel distretto di Gulmi, uno dei 12 Magarat. L'obiettivo della conferenza era quello di sensibilizzare i Magar a farsi avanti nello spettro nazionale.
Più tardi le organizzazioni politiche e sociali dei Magar comprendevano Nepal Langhali Pariwar (1972), Nepal Langhali Pariwar Sang e Langhali Pariwar Sangh.

### Fonti
- (NE) B. K. Rana, Sanchhipta Magar Itihas, 2003.
- (EN) Dor Bahadur Bista, People of Nepal, 2ª ed., Katmandu, Ratna Pustak Bhandar, 1972, OCLC 556963570.
- (EN) Eden Vansittart, The Gurkhas, ristampa, Nuova Delhi, Anmol Publication, 1º dicembre 1993,  p. 21, ISBN 978-81-7041-717-0, OCLC 257342787.
- (EN) Ministry of Defence, Nepal and the gurkhas, Londra, Her Majesty's Stationery Office, 1965, OCLC 603213162.
- (EN) Rishikesh Shaha, An introduction to Nepal, Katmandu, Ratna Pustak Bhandar, 1975, OCLC 989743946.
- (EN) Toni Hagen, Nepal; the kingdom in the Himalayas, 3ª ed., Nuova Delhi e Oxford, IBH Pub. Co., 1971, OCLC 11740074.
- (EN) William Brook Northey e C. J. Morris, The Gurkhas: their manners, instomg and Country, John Lane, 1928, LCCN 28024499, OCLC 434385231.
- (EN) Y. M. Bammi, Gorkhas of the Indian Army, Nuova Delhi, Life Span Publishers and Distributors, 2009, ISBN 978-81-8369-013-3, OCLC 301889430.

### Ulteriori letture
- (NE) Baburam Acharya, cap. VII Pachhillo Licchavi Rajya, in Nepalako Samkshipta Itihasa, 1981.
- (NE) Dhanabajra Bajracharya, Gopalraj Vanshawali Aitihasik Vivechana, Kirtipur, 2008.
- (EN) Francis Hamilton, An account of the kingdom of Nepal: and of the territories annexed to this dominion by the house of Gorkha, Edimburgo, A. Constable & Company, 1819, LCCN 43032470.
- (EN) G. M. D. Sufi, Kashīr: being a history of Kashmīr from the earliest times to our own, vol. 1, Nuova Delhi, Light & Life Publishers, 1974, OCLC 1073434188.
- (NE) Harsha Bahadur Budha Magar, Kirat Vansha ra Magar haru, Katmandu, Unnati Bohora, 1992.
- (NE) Jibnarayan Aryal, Dr Harsha Bahadur Buda Magar: Bigat ra Bartaman, Lalitpur, 2001.
- (NE) Jñānamaṇi Nepāla, Nepāla nirukta, Katmandu, Nepala Rajakiya Prajna-Pratisthana, 1983, LCCN 84903473, OCLC 248494227.
- (EN) John P. Cross, In Gurkha company: the British Army Gurkhas, 1948 to the present, Londra, Arms & Armour Press, 1º gennaio 1986, ISBN 978-0-85368-865-5, OCLC 185489321.
- (EN) M. A. Stein, Kalhana's Rajatarangini: a chronicle of the kings of Kashmir, vol. 1, Srinagar Gulshan Books, 2007, ISBN 978-81-8339-048-4, OCLC 255684299.
- (EN) M. A. Stein, Kalhana's Rajatarangini: a chronicle of the kings of Kashmir, vol. 2, Srinagar Gulshan Books, 2007, ISBN 978-81-8339-041-5, OCLC 255685822.
- (EN) M. A. Stein, Kalhana's Rajatarangini: a chronicle of the kings of Kashmir, vol. 3, Srinagar Gulshan Books, 2007, ISBN 978-81-8339-042-2, OCLC 255685780.
- (NE) Pradeep Thapa Magar, Bir Haruka pani Bir Mahavir, Katmandu, Bhaktabir Thapa Magar, 2000.
- (EN) Prithivi Nath Kaul Bamzai, Culture and political history of Kashmir, Vol. 1 Ancient Kashmir, Nuova Delhi, M.D. Publications, 1994, ISBN 978-81-85880-32-7, LCCN 99949173, OCLC 43905082.
- (EN) Ramrao Deorao Palsokar, History of the 5th Gorkha Rifles (Frontier Force), vol. 3 1858-1991, 1ª ed., Shillong, 58 Gorkha Training Centre, 1991, OCLC 311808500.